# 2661 Bydžovský
2661 Bydžovský este un asteroid din centura principală, descoperit pe 23 martie 1982, de Zdeňka Vávrová.